# Bitwa pod Zborowem

Jean-Pierre Norblin – Bitwa pod Zborowem

Bitwa pod Zborowem – stoczona w dniach 15–16 sierpnia 1649 roku w czasie powstania Chmielnickiego.
Wojska koronne (ok. 15 000) pod wodzą króla Jana Kazimierza maszerowały na odsiecz obleganemu Zbarażowi. Po wyruszeniu ze Lwowa rozłożono obóz pod zamkiem w Białym Kamieniu, a następnie ruszono w kierunku Zbaraża.

## Przeprawa w dniu 15 sierpnia
Po wcześniejszym obsadzeniu Zborowa dragonami, w dniu 15 sierpnia wysunięto przed miasto w kierunku Jeziornej straż przednią pod dowództwem księcia Karola Samuela Koreckiego. Pod jej osłoną rozpoczęto przeprawę na lewy brzeg rzeki Strypy. Ze względu na padający od kilku dni deszcz, sunące za królem wojsko rozciągnięte było na odległość ok. 7 km wzdłuż rzeki na północ od Zborowa, między Meteniowem i Młynowcami. W pierwszym rzucie na lewy brzeg rzeki przeszłą piechota, a za nią artyleria. Następnie przez rzekę przeszedł pułk jazdy Jana Kazimierza. Gdy większa część armii królewskiej przeprawiła się już na lewy brzeg, na prawym pozostały jeszcze wozy taborowe ochraniane przez chorągwie pospolitego ruszenia powiatu lwowskiego i części przemyskiego oraz liczący 700-1500 ludzi silny oddział Krzysztofa Koryckiego. Tatarzy w liczbie 50–60 tys. żołnierzy i Kozacy byli dobrze poinformowani o ruchach armii królewskiej i z tego powodu, zostawiając część sił dla blokowania Zbaraża, z większością ruszyli szybkim pochodem naprzeciw armii Jana Kazimierza.
Tatarzy rankiem 15 sierpnia dotarli w okolice Jeziornej oddalonej 14 km od Zborowa. Część sił przerzucili w pobliże przeprawy pod Młynowcami, aby wyjść przez nią na tyły wojsk koronnych, jednak zostali odrzuceni przez pułki Kazimierza Leona Sapiehy i Stanisława Witowskiego. Równocześnie z pierwszym atakiem, nastąpił następny z kierunku Jeziornej, na wysuniętą do przodu straż przednią księcia Karola Samuela Koreckiego. Dlatego, gdy na wojska królewskie uderzyli Tatarzy, a jazda kozacka i część Tatarów zaatakowała przeprawy na północy, król i cała jego armia zostali całkowicie zaskoczeni.

## Pogrom taborów na prawym brzegu 15 sierpnia
Po niepowodzeniu pod Młynowcami, Tatarzy skierowali się na północ i przeprawili się przez rzekę pod Meteniowem i uderzyli w sile 25–30 tys. na tylną straż Krzysztofa Koryckiego na prawym brzegu rzeki. Po początkowym zaciętym oporze konnica Koryckiego zaczęła powoli cofać się na południe w kierunku Zborowa. Następnie Tatarzy zaatakowali oddziały szlachty lwowskiej i przemyskiej, z których zginęło około 200 osób. Zniszczone też zostały też chorągwie kasztelana sandomierskiego Stanisława Witowskiego i starosty stopnickiego Krzysztofa Baldwina Ossolińskiego oraz piechota węgierska Kazimierza Leona Sapiehy. Do sukcesu Tatarów przyczyniło się także to, że udało im się zdobyć drugą przeprawę pod Młynowcami, a następnie rozerwać groblę i spuścić wodę ze stawu, dzięki czemu przeszli przez rzekę, wycinając broniących przeprawy 200 dragonów z regimentu Karola Franciszka Korniakta oraz 200 z chorągwi podkanclerzego litewskiego Kazimierza Leona Sapiehy. Zginęli także starosta żyżmorski Felicjan Tyszkiewicz, stolnik chełmski Stanisław Kowalski, miecznik podolski Paweł Świrski i książę Zachariasz Czetwertyński. Tatarzy odparli także atak pospolitego ruszenia lwowskiego i pułku rotmistrza Jerzego Rzeczyckiego, zadając wojskom koronnym ciężkie straty. Jednocześnie część ordy tatarskiej spod Młynowiec nacierając dalej w kierunku na południe zaczęła rabować wozy taborowe stojące w pobliżu Zborowa, co dało wytchnienie oddziałom koronnym na prawym brzegu.
W tym czasie na lewym brzegu wojska zostające pod dowództwem króla odparły atak Tatarów, dzięki czemu Jan Kazimierz mógł wysłać 1500 piechoty cudzoziemskiego autoramentu na pomoc prawemu brzegowi, której to ogień spędził Tatarów i ułatwił połączenie się z pozostałymi wojskami pobitej jeździe koronnej.

## Bitwa na lewym brzegu 15 sierpnia
Po pierwszym ataku Tatarów na wojska, które przeprawiły się przez rzekę na lewy brzeg, król ustawił w centrum lekkie chorągwie, dwie chorągwie husarskie (nadworna i starosty kałuskiego Jana Sobiepana Zamoyskiego). Po bokach stanęła piechota Krzysztofa Houvaldta i piesza gwardia Fromholda Ludingshausena von Wolfa, Wiewierskiego i majora Gizy. Na lewym skrzydle stanęli młodzi Jerzy Sebastian Lubomirski wraz z Janem Sobieskim (była to jego pierwsza bitwa), a także chorągwie Adama Kisiela, Krzysztofa Koniecpolskiego, rajtaria i pospolite ruszenie województwa sandomierskiego i województwa ruskiego. Za nimi w odwodzie dwie chorągwie Wawrzyńca i Tobiasza Minorów. Na prawym skrzydle chorągiew Jerzego Ossolińskiego, Stanisława Rewery Potockiego, Gabriela Stępkowskiego, chorągwie Sapiehy, dragonia Zygmunta Denhoffa, pospolite ruszenie województw bełskiego i przemyskiego. Poszczególne pułki były oddzielone od siebie artylerią bronioną przez piechotę Zygmunta Przyjemskiego i Kossa. Wojsko królewskie uszykowano tak, by jego boki chronił staw po lewej i trudne do przebycia parowy po prawej, a na tyłach obsadzone przez dragonów miasto i przeprawy zablokowane wozami taborowymi. Pierwszy atak Tatarzy wykonali na prawe skrzydło, które odparło atak, a następnie Tatarzy przejechali przed frontem i zaatakowali skrzydło lewe, które częścią sił obeszli parowami i zaatakowali też z boku i od tyłu co spowodowało, że królewskie lewe skrzydło zaczęło się gwałtownie cofać, załamywać i iść w rozsypkę. W tej sytuacji król Jan Kazimierz osobiście z rapierem w ręku zatrzymywał żołnierzy krzycząc „Nie odstępujcie mnie panowie, i ojczyzny wszystkiej! Pamiętajcie na sławę przodków waszych”, wspierając ich następnie dwoma chorągwiami jazdy kozackiej, ostrzałem z flanki rajtarów, artylerii i dwóch kompanii piechoty gwardii królewskiej, którymi dowodził Mikołaj Giza. Zaraz potem Stanisław Rewera Potocki z prawego skrzydła, zebrał kilka pułków jazdy ze swojego drugiego rzutu i uderzył w lewe skrzydło atakujących Tatarów, przez co zmusił ich do odwrotu.
Na tym zakończyły się starcia pierwszego dnia bitwy, w którym wg Albrychta Stanisława Radziwiłła wojska koronne utraciły około 2000 ludzi oraz prawie cały tabor, a Tatarzy około 3 500, jednak w skali całości ich sił straty te nie były tak duże jak straty wojsk królewskich. W pierwszym dniu walk nie uczestniczyły oddziały zbuntowanych Kozaków Chmielnickiego, których główne siły dotarły spod Zbaraża pod Zborów dopiero późnym wieczorem 15 sierpnia lub w nocy z 15 na 16 sierpnia. W tym czasie Polacy przystąpili do prac polowych umacniając swoje stanowiska obronne poprzez sypanie szańców pod kierunkiem Krzysztofa Arciszewskiego, Zygmunta Przyjemskiego i generała majora Christopha von Houwalda, który je zaprojektował.

## Atak na obóz 16 sierpnia
W nocy na 16 sierpnia wszystkie wojska koronne znalazły się na prawym brzegu Strypy i do rana zajęte były pospieszną budową fortyfikacji ziemnych. Fortyfikacje projektu von Houvalda wzmocnione były przez szybko zbudowane bastiony, forty i reduty. Wewnątrz fortyfikacji wzniesiono także duży fort (90 × 90 m) o narysie półbastionowym. Nastroje w obozie koronnym były jednak fatalne. Z polskiego obozu zdezerterowało dwóch oficerów: rotmistrz Teodor Bełżecki i Budziński, a jakiś Litwin miał zbuntować aż tysiąc żołnierzy. Zaalarmowany o tych wydarzeniach i plotkach o ucieczce monarchy przez kapelana Cicierskiego, król Jan Kazimierz w nocy przy pochodniach obszedł swoje wojska żeby podnieść na duchu żołnierzy zapewniając „Jam król. Nie bójcie się, raczej własnym ciałem zagrodzę nieprzyjacielowi dalszą drogę, niż pomyślę o ucieczce!”. Tej samej nocy wysłano do chana tatarskiego jeńca z listem przypominającym o jego dawnej przyjaźni z Władysławem IV i ofertą negocjacji rozejmowych.
Drugiego dnia bitwy oddziały tatarskie nie prowadziły większych działań zbrojnych, i większość działań podejmowali Kozacy. Przypuszczalnie było to związane z faktem, że chan tatarski zmęczony miesięcznym oblężeniem Zbaraża rozważał już podjęcie negocjacji i dlatego działania Tatarów były ograniczone. Pierwsze natarcie Kozacy rozpoczęli atakując zbudowane w nocy umocnienia ziemne. Ataki te zostały odparte ogniem artylerii, piechoty oraz kontratakami dragonii starosty opoczyńskiego Zbigniewa Oleśnickiego i jazdy Tomasza Strzałkowskiego. Kozacy znacznie lepiej radzili sobie atakując od tyłu miasto Zborów, gdzie pułkownik Hładki na czele swojego pułku, przy wsparciu Tatarów, sforsował drewniany parkan i zaczął sypać szańce. Kozaków wyparła dopiero polska czeladź obozowa zagrzewana do ataku osobiście przez króla i prowadzone przez jezuitę Stefana Lisieckiego, franciszkanina Rościszewskiego (byłego żołnierza) 200 dragonów oraz niedoszłego hetmana Kozaka Semena Zabuskiego, który walnie przyczynił się do wyparcia nieprzyjaciela z cerkwi panującej nad polskim obozem. Według Franciszka Rawity-Gawrońskiego, nieprzyjaciel przeprowadził dwadzieścia nieudanych szturmów na obóz i stracił kilka chorągwi. Około południa, lub wczesnym popołudniem, przybył posłaniec od Islam Gereja III z wiadomością o przyjęciu przez chana propozycji podjęcia rozmów pokojowych. Do pisma chana dołączony był również list Chmielnickiego do króla Jana Kazimierza.

## Pertraktacje
Walki przerwały pertraktacje, które po wysłaniu listu do chana krymskiego Islama Gireja III i otrzymaniu od niego odpowiedzi rozpoczęli wieczorem w imieniu Rzeczypospolitej kanclerz wielki koronny Jerzy Ossoliński i podkanclerzy litewski Kazimierz Leon Sapieha, a po stronie Chanatu Krymskiego wezyr Sefer Gazi aga. Kolejne rozmowy rozpoczęły się 17 sierpnia i brali w nich udział Ossoliński, Sefer Gazi aga i Chmielnicki. Chan Islam Girej III, zniechęcony miesięcznym oblężeniem Zbaraża, nie miał większej ochoty na trudy nowego oblężenia pod Zborowem i dał się przekonać Ossolińskiemu, tym bardziej że Polacy zgodzili się zawrzeć sojusz, zapłacić Tatarom okup w wysokości 200 tys. talarów, tj. 600 tys. zł, płacić doroczne podarunki, a poza tym całkowite rozbicie armii polskiej nie leżało w interesie Chanatu, bo wzmacniałoby zbytnio Kozaków. W tej sytuacji chan zmusił Chmielnickiego do podjęcia rokowań z Polakami. Już 18 sierpnia prowadzono rokowania z Kozakami, których reprezentował formalnie Chmielnicki wraz z asaułami. W imieniu króla zaś pertraktacje prowadzili Jerzy Ossoliński, Kazimierz Leon Sapieha, Krzysztof Koniecpolski i Adam Kisiel. Postulaty kozackie zamykały się w 18 punktach, tzw. Punktach o potrzebach wojska zaporoskiego. W środę 18 sierpnia uzgodniono ostatecznie warunki, a podpisane egzemplarze dokumentów wymieniono następnego dnia. Składały się one z trzech oddzielnie sporządzonych pism i one też określały całościowo warunki zawartej ugody. Były to: Punkta traktatu z chanem; Reversalis chański; Deklaracja łaski królewskiej dana wojsku zaporoskiemu. Z Kozakami zawarto ugodę, mocą której m.in. wydzielono dla Kozaków województwa kijowskie, bracławskie i czernichowskie oraz podniesiono rejestr kozacki do 40 000, Czehryń jako uposażenie władzy hetmańskiej dla Bohdana Chmielnickiego; amnestia dla Kozaków, zgoda na wybieranie jasyru przez Tatarów w drodze powrotnej na Krym. W dniu 19 sierpnia do polskiego obozu przed oblicze króla przybył osobiście Chmielnicki. Moment „pojednania” Chmielnickiego z królem odnotował w swoim pamiętniku Stanisław Albrycht Radziwiłł, opisując, że po przysłaniu przez króla jako zakładnika generalnego starosty krakowskiego Jerzego Lubomirskiego przybył przed oblicze króla Chmielnicki i padłszy na ziemię, wśród łez powiedział: Co się stało, to się stało; królu, przebacz grzech.
Sporządzone z polecenia Ossolińskiego urzędowe sprawozdanie o wyprawie zborowskiej przedstawiało bitwę jako wielkie zwycięstwo, jednak w istocie było jedynie krótkim kompromisem, dzięki któremu uratowano jednak resztki armii koronnej od całkowitej zagłady oraz uratowano załogę Zbaraża przed kapitulacją. 20 sierpnia chan wraz z Chmielnickim powrócili ponownie pod Zbaraż w celu wyegzekwowania części okupu od oblężonych i dopiero stamtąd rozjechali się do Czehrynia i na Krym. 22 sierpnia Jan Kazimierz wyruszył w drogę powrotną, kierując się na Gliniany, gdzie przybył 25 sierpnia, i Lwów, gdzie przybył 28 sierpnia i gdzie wydał przypuszczalnie uniwersał odwołujący pospolite ruszenie.
Porozumienie z Chanatem Krymskim nie trwało długo (do bitwy pod Beresteczkiem w niecałe dwa lata później), ale położyło podwaliny pod sojusz z Krymem w czasach Potopu szwedzkiego.